# Битва под Шумском
Битва под Шумском, Торчевский бой на реке Велья — оборонительное сражение Даниила Романовича волынского против галицких бояр и венгров в великую субботу 2 апреля 1233 года после вторичного вокняжения венгерского королевича Андрея в Галиче (1232).

## История
Зимой 1232/33 года Владимир Рюрикович киевский дал Даниилу Романовичу Торческ за помощь против Михаила Черниговского. Даниил ещё находился в Киеве, когда на р. Случи произошло столкновение его сторожевого полка во главе с боярином Владиславом и венгров, направлявшихся на Волынь к Белобережью.
Даниил соединился с братом Васильком в Шумске и встретился с венграми по два берега реки Вельи. На следующий день Романовичи перешли реку и расположились на холмах по пути к Торчеву, а венгры располагались на равнине. В волынских войсках был спор о том, стоит ли спускаться с холмов, а венгры не атаковали русских. Тогда дело завязали стрелки, после чего битва началась. Основной удар венгров и галичан, прежде всего отряда Судислава, пришёлся на полк левой руки под командованием Демьяна, но Даниилу удалось прорваться по центру и зайти в тыл этим войскам противника. Васильку же удалось на правом фланге разбить венгров и Глеба Зеремеевича и преследовать их до ставки королевича.
Победа позволила Даниилу перехватить стратегическую инициативу и в том же году отбить Галич.